# Сицин
Сици́н (кит. упр. 西青, пиньинь Xīqīng) — район городского подчинения города центрального подчинения Тяньцзинь (КНР).

## История
Во времена Китайской республики эта территория входила в состав уезда Тяньцзинь (天津县). В 1953 году был образован «Западный пригородный район» (西郊区), который в 1992 году был переименован в Сицин.

## Административное деление
Район Сицин делится на 2 уличных комитета и 7 посёлков.

## Достопримечательности
Большой сад семьи Ши — хорошо сохранившийся памятник дореволюционного торгового (купечества) Китая, излюбленная съемочная площадка для многих популярных исторических драм Китая.

## Образование
На территории района расположены Тяньцзиньский педагогический университет, Тяньцзиньский технологический университет, Тяньцзиньский политехнический университет, Тяньцзиньский сельскохозяйственный институт.